# 크루어군
크루어군(Kru languages)은 라이베리아 동부부터 코트디부아르 서남부까지에 걸친 지역에서 크루족이 사용하는 언어들의 어군이다. 주류설에 의하면 니제르-콩고어족의 대서양콩고어파에 속하는 것으로 추정되나 명사 분류(noun class) 등 여러 문법적 요소에서 주변 언어들과 큰 차이가 드러나 여러 학자들은 이를 부정하고 있다. 많은 언어들은 특유의 복잡한 성조 체계를 가진다.

## 하위 분류
- 동부크루어군
  - 디다어
  - 바퀘어
  - 베테어
  - 코디아어
- 서부크루어군
  - 그레보어
  - 그비어
  - 글리오우비어
  - 데워인어
  - 바사어
    - 자보어

  - 웨어군
    - 글라로트와보어
    - 니아브와어
    - 다호두어
    - 사포어
    - 워베어
    - 웨어
    - 코노보어
    - 크란어

  - 크루멘어
  - 클라오어
  - 타주아손어
- 시아무어
- 아이지어
- 쿠와어